# モンテロンゴ
モンテロンゴ（イタリア語: Montelongo）は、イタリア共和国モリーゼ州カンポバッソ県にある、人口約400人の基礎自治体（コムーネ）。

## 地理

### 位置・広がり

#### 隣接コムーネ
隣接するコムーネは以下の通り。
- ボネフロ
- モントーリオ・ネイ・フレンターニ
- ロテッロ
- サンタ・クローチェ・ディ・マリアーノ